# Зайбольд, Ойген
Ойген Зайбольд (Eugen Seibold; 11.05.1918, Штутгарт — 23.10.2013, Фрайбург) — немецкий учёный-геолог, видный специалист по морской геологии.
Профессор, доктор, почетный член Леопольдины (1987).

## Биография
Изучал геологию в Бонне и Тюбингене. Докторскую степень получил в 1949 году и хабилитировался в 1951 году. В 1953—1958 годах преподавал в Тюбингенском университете, профессор. С 1958 года директор Геолого-палеонтологического института Кильского университета и его профессор.
В 1980—1984 гг. президент Международного союза геологических наук.
В 1980—1985 гг. президент Немецкого научно-исследовательского общества.
В 1980—1983 годах вице-президент, в 1984—1990 годах президент European Science Foundation.
Супруга Илза, дочь Урсула.
Четыре издания выдержал его совместный с Wolfgang H. Berger учебник «The sea floor: an introduction to marine geology».
Член Академии наук и литературы в Майнце (1972) и Европейской академии (1988), иностранный член Французской АН (1989), член-корреспондент Баварской (1982), Гёттингенской (1989), Рейнско-Вестфальской (1995) АН, а также Академии наук и искусств Хорватии.
Почетный профессор Университета Фрайбурга.
Почётный доктор Университета Пьера и Марии Кюри (1988).
Награды
- Орден «За заслуги перед Федеративной Республикой Германия» (1983)
- Gustav-Steinmann-Medaille[англ.] (1985)
- Hans Stille Medal Германского геологического общества (1986)
- Verdienstorden des Landes Baden-Württemberg[англ.] (1987)
- Премия Голубая планета (1994)
- Walter Kertz Medal Германского геофизического общества (2003)
- Leopold-von-Buch-Plakette[нем.] (2008)